# Julián Escalante y Moreno
Julián Escalante y Moreno (Arizpe, Sonora, 1807 - Hermosillo, Sonora, 25 de octubre de 1877) Gobernador del Estado de Sonora. Nació en la ciudad de Arizpe en 1807 y era hermano del obispo Juan Francisco Escalante y Moreno. Principió a figurar en 1844 en que estuvo una temporada al frente de la Secretaría de Gobierno, sirvió muchos años en el ramo de Hacienda, desempeñó en 1858 la magistratura del Supremo Tribunal, ascendió a Visitador de recaudaciones al año siguiente, por elección fue diputado local, ocupó la jefatura de Hacienda en el Estado y estuvo al frente de la Administración de la Aduana Marítima de Guaymas. Nuevamente fue magistrado en 1868, diputado local y vicegobernador constitucional en el bienio de 1869 a 1871. Con este carácter asumió el Poder Ejecutivo del 15 de diciembre de 1869 al 14 de junio de 1870, durante una licencia concedida al propietario. Tuvo que hacer frente al cuartelazo ejecutado por el teniente coronel Ballesteros en Guaymas y a la invasión pirática de Vizcaíno, habiendo movilizado fuerzas de la Guardia Nacional con oportunidad. Tuvo a su cargo la Administración del Papel Sellado, por tercera vez desempeñó la magistratura del Tribunal de Justicia y murió en la ciudad de Hermosillo, Sonora, el 25 de octubre de 1877.